# بيتر تشارلز نيومان
بيتر تشارلز نيومان (بالإنجليزية: Peter Charles Newman)‏ (و. 1929  م) هو صحفي، ومؤرخ، ومحرر، وكاتب، وكاتب سير من كندا، والنمسا، ولد في فيينا.

## التعليم
تعلم في جامعة تورنتو، وكلية كندا العليا.

## جوائز
حصل على جوائز منها:
- شريك وسام كندا.

## وصلات خارجية
- بيتر تشارلز نيومان على موقع IMDb (الإنجليزية)
- بيتر تشارلز نيومان على موقع إن إن دي بي (الإنجليزية)
- بيتر تشارلز نيومان في قاعدة بيانات الأفلام على الإنترنت